# El Economista
El Economista és un diari econòmic espanyol fundat el 28 de febrer de 2006. Va ser fundat per tres dels impulsors del diari El Mundo: Alfonso de Salas, Juan González i Gregorio Peña.